# You Can't Stop Rock 'n' Roll
You Can't Stop Rock 'n' Roll (на български: Не може да спрете рокендрола) е вторият студиен албум на американската хевиметъл група Туистед Систър. Издаден е през 1983 година от голямата звукозаписна компания Атлантик. Албумът съдържа множество от най-популярните песни в кариерата на групата. Едноименната песен You Can't Stop Rock 'n' Roll е първата композиция на групата, която е разпространена по музикалната телевизия МТВ. Освен нея като сингли са издадени и The Kids Are Back и I Am (I'm Me). Стилистично албумът продължава специфичната за групата хевиметъл линия, изградена още в дебютния Under the Blade. Песента You're Not Alone (Suzette's Song) е специално написана от вокалиста Дий Шнайдер за неговата съпруга.
You Can't Stop Rock 'n' Roll добива статус на "Златен албум" продавайки се в над 500 000 копия само за територията на САЩ и Канада от издаването си до днес. Произведението е включено в класацията на Metal-Rules.com – „Топ 100 Хевиметъл албуми“.
През 1999 година, албумът е преиздаден с включени три допълнителни бонус песни: One Man Woman, Four Barrel Heart of Love и Feel the Power.

## Списък на песните
Всички композиции са написани от Дий Шнайдер.
1. "The Kids Are Back" – 3:16
2. "Like a Knife in the Back" – 3:03
3. "Ride to Live, Live to Ride" – 4:04
4. "I Am (I'm Me)" – 3:34
5. "The Power and the Glory" – 4:20
6. "We're Gonna Make It" – 3:44
7. "I've Had Enough" – 4:02
8. "I'll Take You Alive" – 3:08
9. "You're Not Alone (Suzette's Song)" – 4:02
10. "You Can't Stop Rock 'n' Roll" – 4:40

## Музиканти
- Дий Шнайдер – вокали
- Еди Оджеда – китари
- Джей Джей Френч – китари
- Марк Мендоса -бас
- А. Дж. Перо – барабани